# Ľubomír Galko
Ľubomír Galko (ur. 14 lutego 1968 w Klieštinie) – słowacki polityk, poseł do Rady Narodowej, w latach 2010–2011 minister obrony w rządzie Ivety Radičovej.

## Życiorys
W latach 1986–1991 studiował na wydziale matematyki i fizyki Uniwersytetu Komeńskiego w Bratysławie. Początkowo pracował jako programista i analityk, prowadził też własną działalność gospodarczą w branży informatycznej. Był dyrektorem marketu sieci handlowej Kaufland, a także pełnił kierownicze funkcje w innych przedsiębiorstwach.
W wyborach w 2010 uzyskał mandat parlamentarzysty z ramienia nowego ugrupowania Wolność i Solidarność. 9 lipca 2010 objął funkcję ministra obrony w rządzie Ivety Radičovej. Został zdymisjonowany 23 listopada 2011 w związku z oskarżeniami o instalowanie przez służby wojskowe nielegalnych podsłuchów wobec polityków i dziennikarzy. W 2012 i 2016 ponownie był wybierany do słowackiego parlamentu, w którym zasiadał do 2020.
Później kierował przedsiębiorstwem LOTN zlokalizowanym na terenie portu lotniczego Trenczyn. W wyborach w 2023 po raz kolejny uzyskał mandat deputowanego do Rady Narodowej z listy Zwyczajnych Ludzi. W 2024 przystąpił do ugrupowania Demokraci.